# Tartu Värviline
Tartu Värviline es una variedad cultivar de ciruelo (Prunus domestica), de las denominadas ciruelas europeas.
Una variedad de ciruela criada por A. Kurvits en el jardín de su casa en Tartu, procedente de la siembra de semilla obtenida por el cruce de 'Wilhelmine Späth' x 'Queen Victoria' en 1938.
Las frutas de tamaño mediano de forma ovalada, su epidermis con un color rojo púrpura a azul oscuro, ligeramente asimétrica, y pulpa de color amarillo verdoso, textura jugosa, excelente, de aroma agri dulce.

## Sinonimia
- "Colorida de Tartu".

## Historia
'Tartu Värviline' variedad de ciruela europea que fue criada por A. Kurvits en el jardín de su casa en Tartu, procedente de la siembra de semilla obtenida por el cruce de 'Wilhelmine Späth' x 'Queen Victoria' en 1938. Certificado de autor no. 1319 es emitido el 8.12.1961 en Moscú. Estuvo incluida en la lista de variedades famosas (estándar) recomendadas para el cultivo en Estonia, lista 1957...1961.
Variedad descrita por: Pomología de Estonia, 1970; Kask, 1984, 1992; A. y E. Jaama, 1990. Para el nombre de la variedad, se ha utilizado la ortografía de los nombres de las variedades según las normas del idioma estonio. Solicitud de registro de la variedad el 03.05.2004, y registrada como variedad en 2011.

## Características
'Tartu Värviline' es un árbol de porte erguido, es de mediana altura. Rendimiento medio, se auto fertiliza satisfactoriamente con su propio polen. Rendimiento medio o alto. Datos para el invierno contradictorios sobre la certeza de aguante. Esta variedad falta en la colección de variedades de Polli (1997). Flor blanca, que tiene un tiempo de floración que comienza a partir del 13 de abril con el 10% de floración, para el 17 de abril tiene una floración completa (80%), y para el 29 de abril tiene un 90% de caída de pétalos.
'Tartu Värviline' tiene una talla de tamaño medio de 25...30 g, ovalada, su epidermis con un color rojo púrpura a azul oscuro, ligeramente asimétrica, recubierta de abundante pruina, fina; sutura con línea poco visible, de color algo más oscuro que el fruto; pedúnculo de longitud mediano, fuerte, con una longitud promedio de 11.05 mm; pulpa de color amarillo verdoso, textura jugosa, excelente, de aroma agri dulce.
Hueso no adherente, mediano, alargado, asimétrico, con el surco dorsal muy ancho, zona ventral poco sobresaliente, superficie rugosa.
Su tiempo de recogida de cosecha se inicia en su maduración a principios de septiembre.

## Usos
Son buenas como ciruelas frescas de postre en mesa y hacen una compota sabrosa. También apto para hacer gelatina.